# ام‌دی‌وی۳۱۰۰
ام‌دی‌وی۳۱۰۰ (به انگلیسی: MDV3100) با فرمول شیمیایی C۲۱H۱۶F۴N۴O۲S یک ترکیب شیمیایی با شناسه پاب‌کم ۱۵۹۵۱۵۲۹ است. که جرم مولی آن ۴۶۴٫۴۴ g/mol می‌باشد. 